# Empis fuscipes
Empis fuscipes är en tvåvingeart som beskrevs av Gmelin 1790. Empis fuscipes ingår i släktet Empis och familjen dansflugor. Inga underarter finns listade i Catalogue of Life.